# Židovský hřbitov v Moravském Krumlově
Židovský hřbitov v Moravském Krumlově se nachází na severozápadě Moravského Krumlova asi 500 m jihozápadně od zdejšího zámku, naproti benzinové pumpě u kruhového objezdu, k němuž vedou ulice Zámecká, Ivančická a Znojemská.
Stáří hřbitova není přesně určeno, avšak vzhledem ke skutečnosti, že se Židé začali v Krumlově usazovat již před rokem 1437, a ke skutečnosti, že nejstarší čitelný náhrobní kámen pochází z roku 1653,  můžeme datum jeho založení posunout přinejmenším do doby kolem poloviny 17. století. Na hřbitově, kde se pohřbívalo až do 2. světové války, se nacházejí cenné náhrobky renesančního a barokního typu. Zdejší obřadní síň byla po válce přestavěna na obytný dům.
Krumlovská židovská komunita přestala existovat v roce 1938.

## Galerie

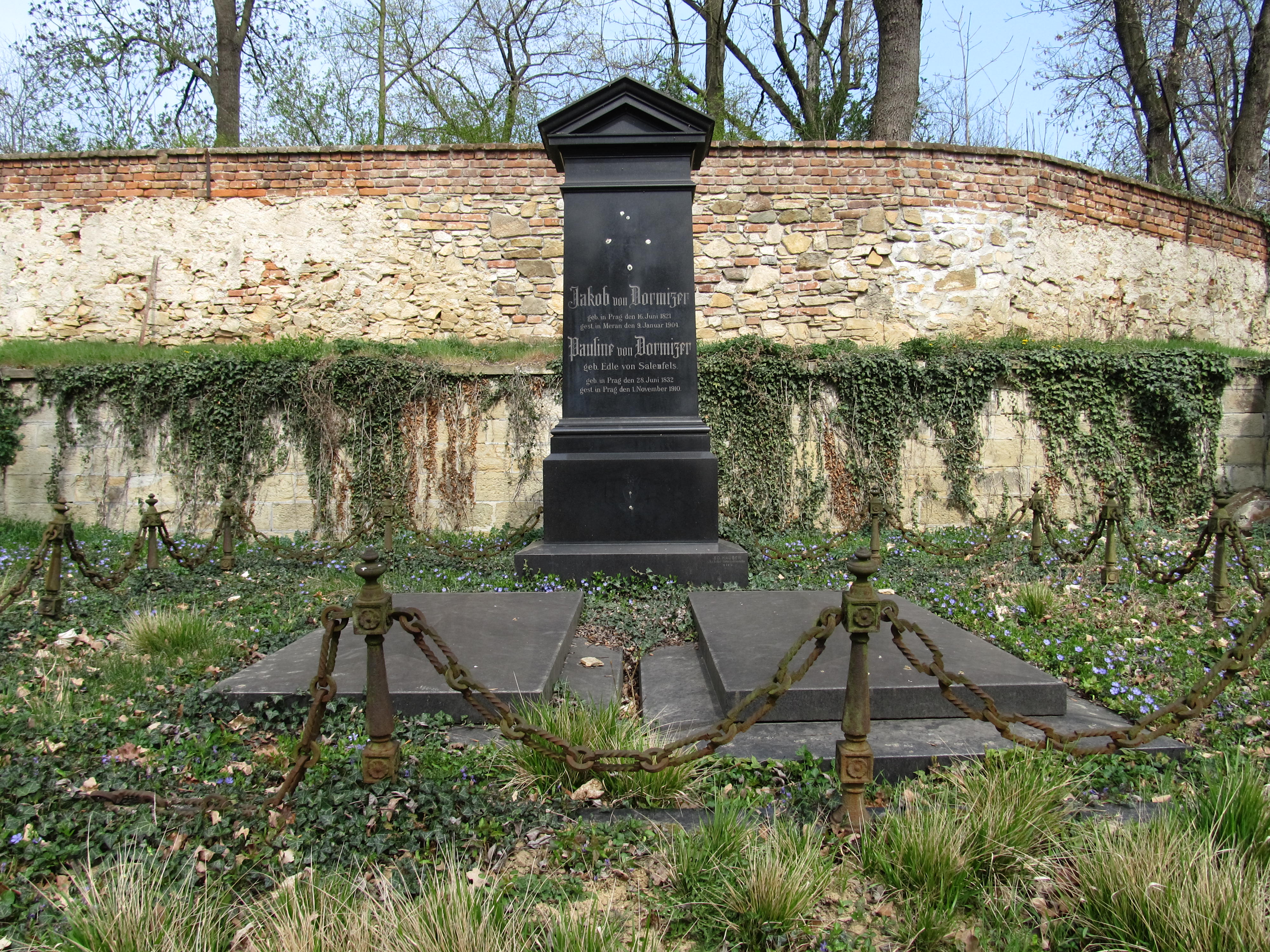
Hrobka továrníka a velkostatkáře Jakoba von Dormitzera (1821–1904)
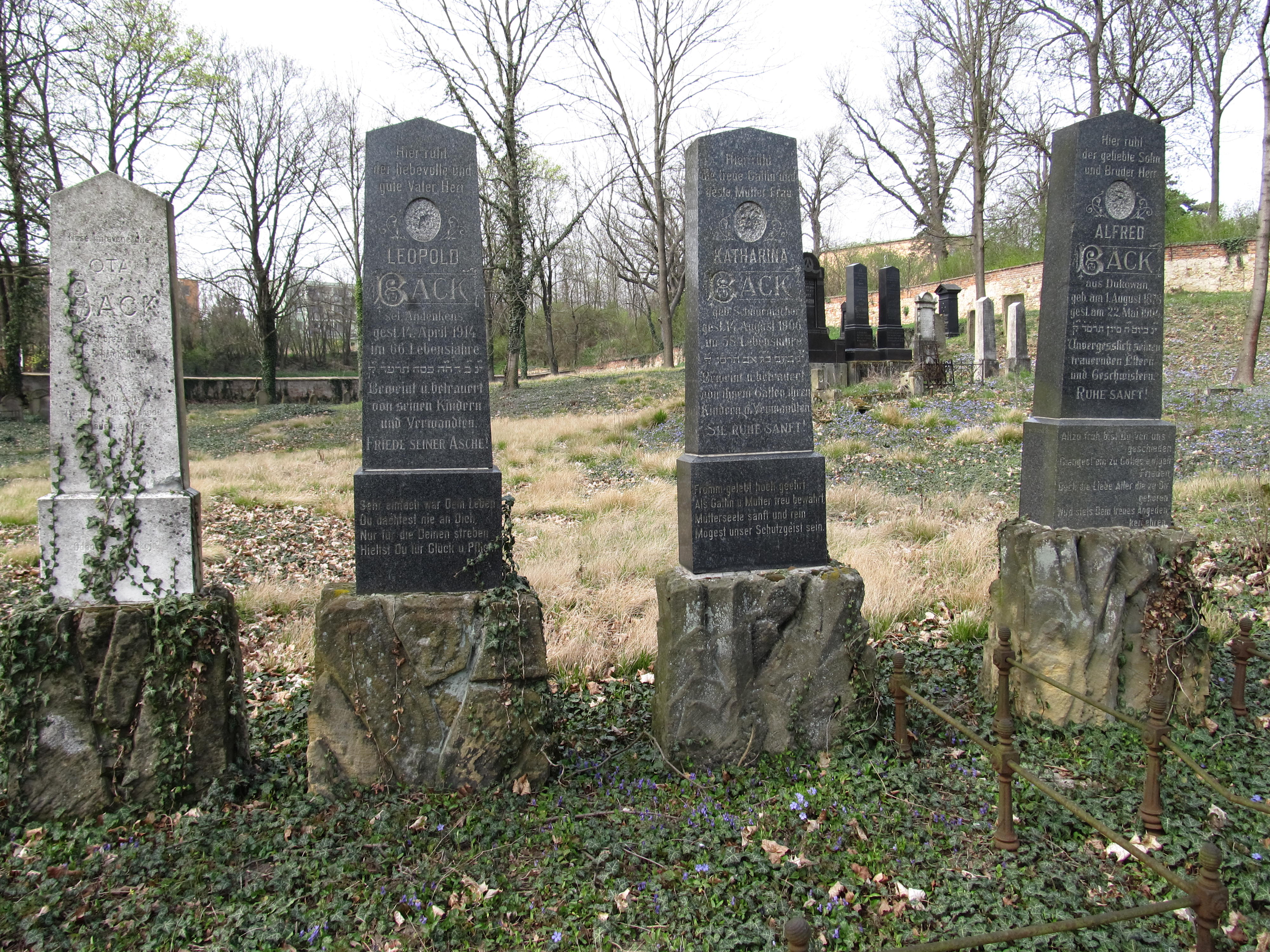
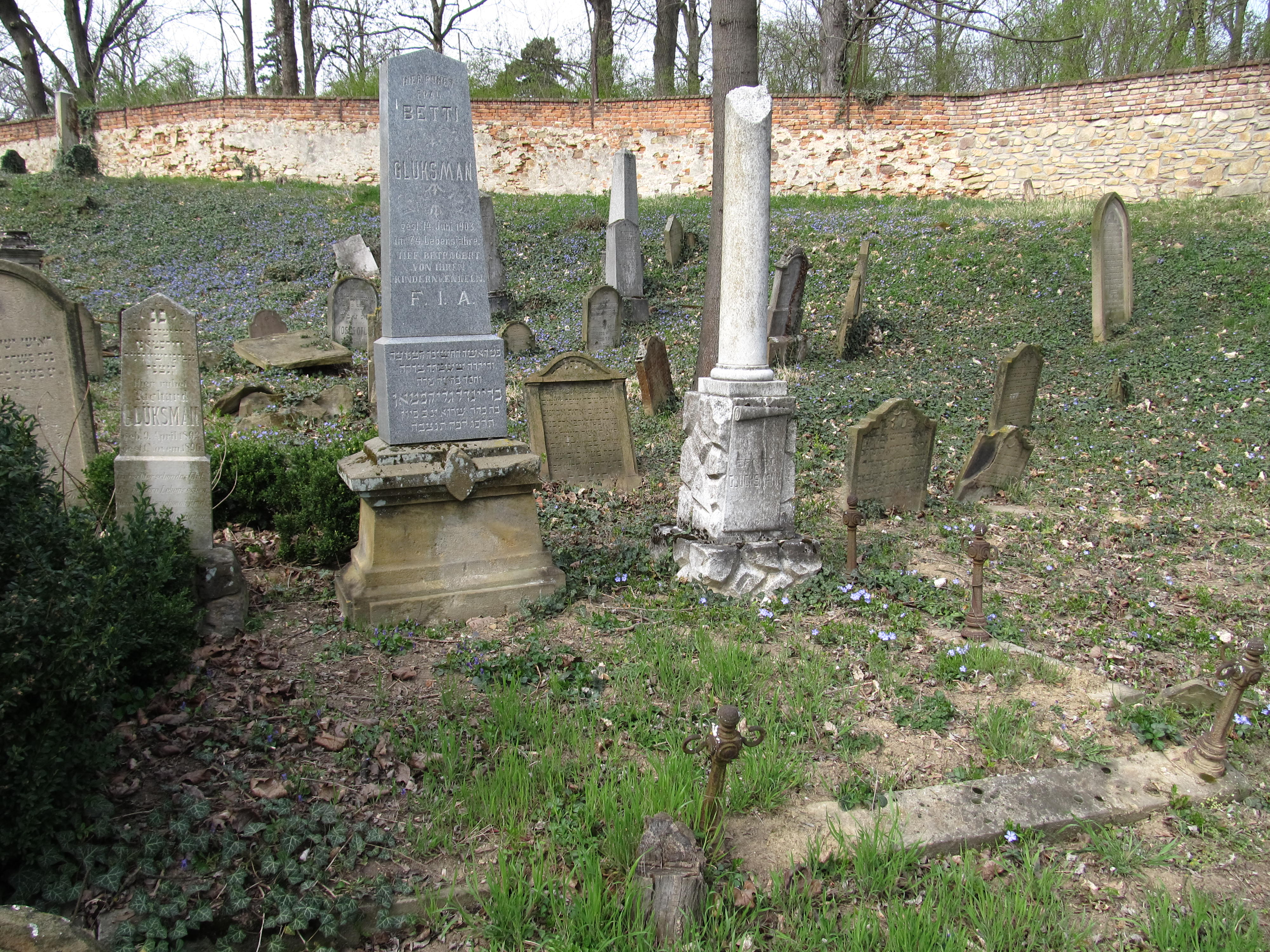
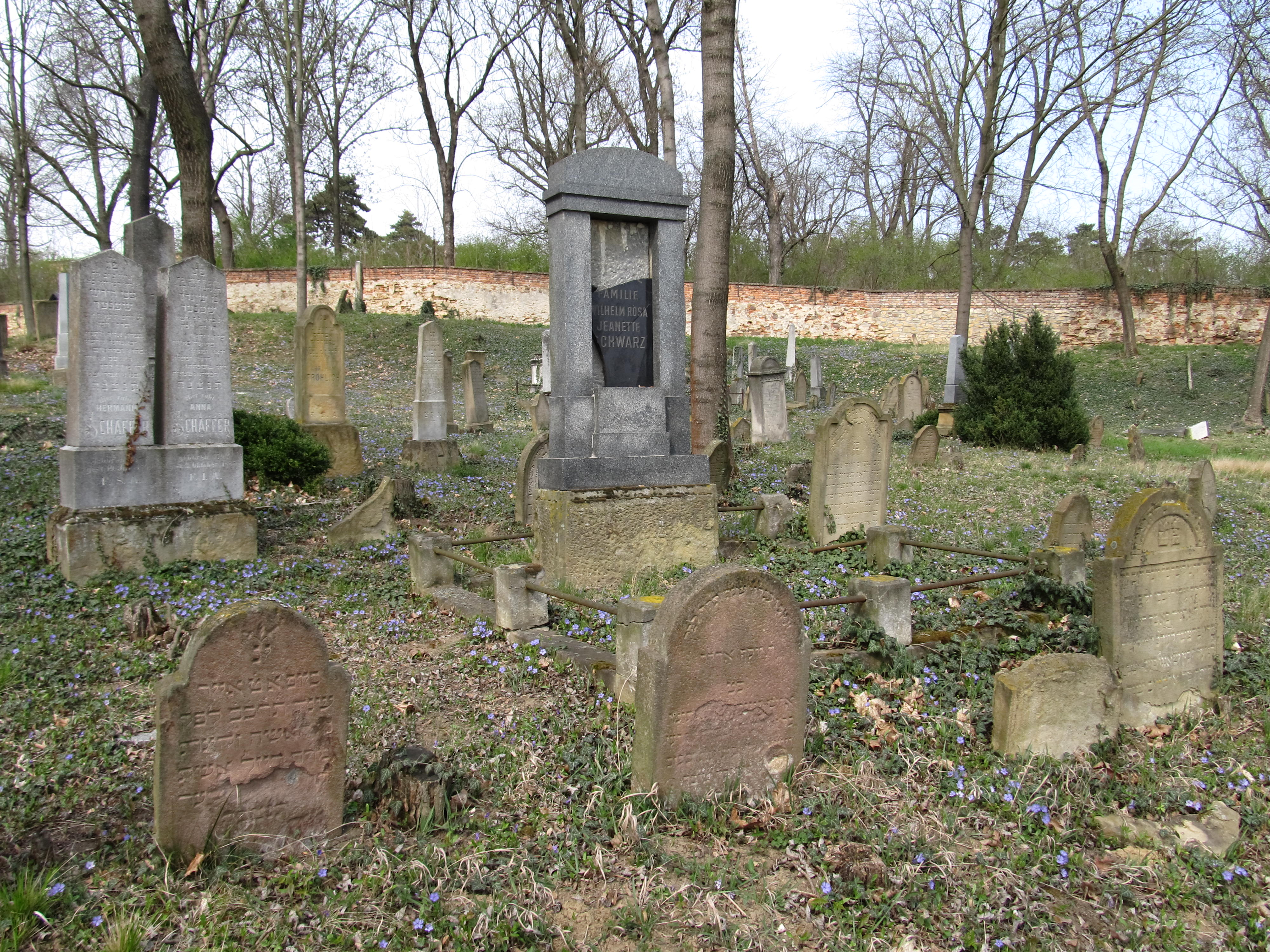
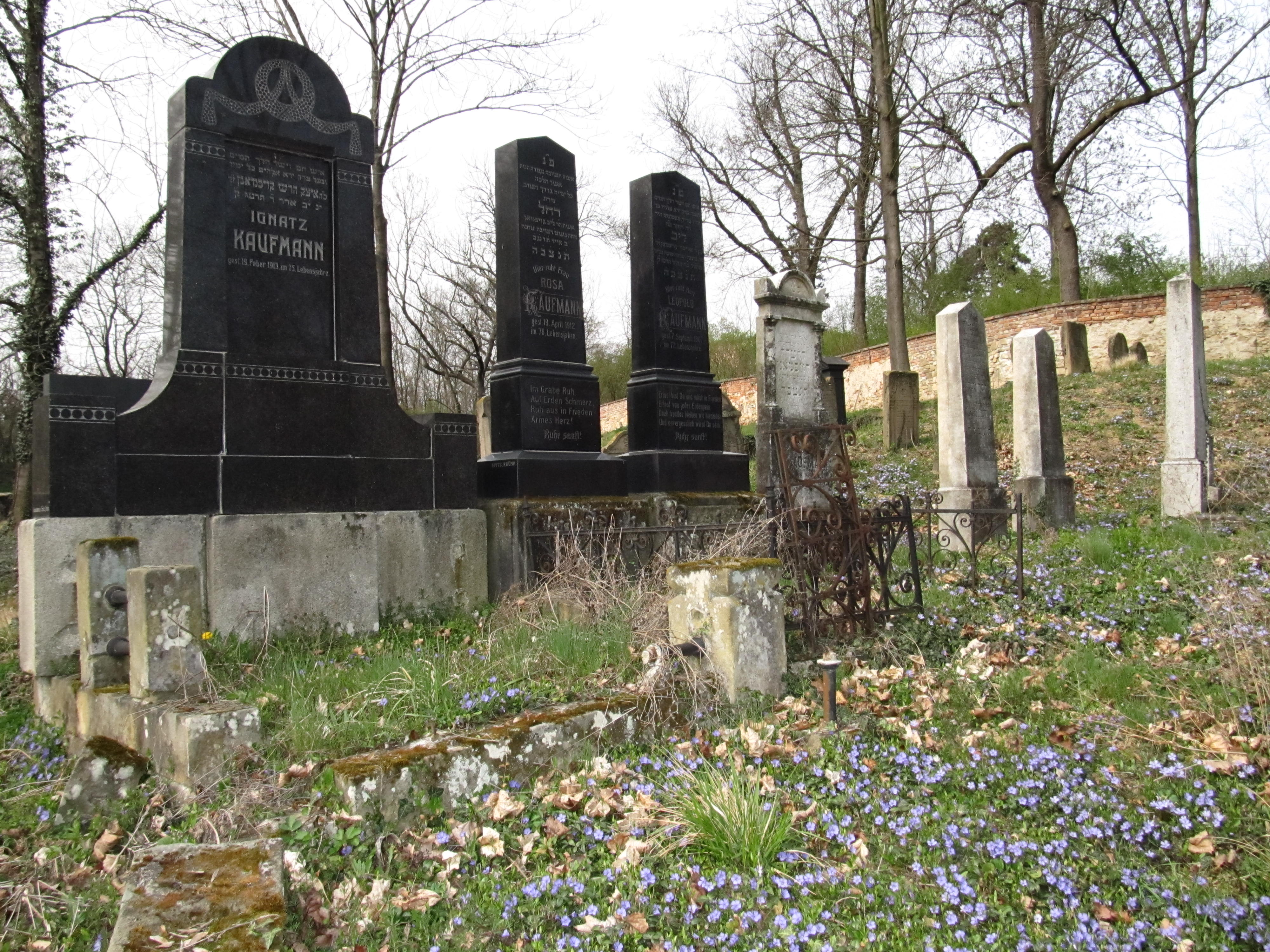